# رئیس اجرایی حسابرسی
رئیس اجرایی حسابرسی (به انگلیسی: Chief Audit Executive با سرواژه CAE) یا رئیس حسابرسی داخلی شخصی در مقامی ارشد را توصیف می‌کند که مسئول مدیریت اثربخش فعالیت حسابرسی داخلی در انطباق با منشور حسابرسی داخلی و تعریف حسابرسی داخلی، آیین‌نامه اخلاقی حسابرسان داخلی، و استانداردهای بین‌المللی عمل حرفه‌ای حسابرسی داخلی است. رئیس اجرایی حسابرسی داخلی یا دیگران که به رئیس اجرایی حسابرسی داخلی گزارش می‌کنند باید دارای گواهی‌نامه‌ها و صلاحیت‌های حرفه‌ای مناسبی باشند.